# 거창 연수사 은행나무
거창 연수사 은행나무(居昌 演水寺 銀杏나무)는 대한민국 경상남도 거창군 남상면 무촌리, 연수사에 있는 은행나무이다. 1993년 1월 8일 경상남도의 기념물 제124호로 지정되었다.

## 개요
은행나무는 살아 있는 화석이라 할 만큼 오래된 나무로 한국, 일본, 중국 등지에 분포하고 있다. 우리나라에는 중국에서 유교와 불교가 전해질 때 같이 들어온 것으로 전해지고 있다. 가을 단풍이 매우 아름답고 병충해가 없으며 넓고 짙은 그늘을 제공한다는 장점이 있어 정자나무 또는 가로수로도 많이 심는다.
거창 무촌리 은행나무의 나이는 600여 년 정도로 추정되며, 높이 38m, 둘레 6.6m이다. 연수사(演水寺) 대웅전 앞뜰에 있으며 수나무이다.
전하는 말에 의하면 신라의 고승 원효대사가 심은 나무라고 전해지며, 또한 젊은 여승이 아들과의 이별을 아쉬워하면서 심었다는 이야기도 있다. 서로의 안녕을 기원하며 10살된 아들은 전나무를, 어머니는 이 은행나무를 심었다고 하는데, 전나무는 부러져 없어지고 은행나무만 무심히 자라고 있다.

## 참고 자료
- 거창 연수사 은행나무 - 국가유산청 국가유산포털